# Zariá (Krasnoarméiskaya, Krasnodar)
Zariá (del ruso: Заря) es un posiólok del raión de Krasnoarméiskaya del krai de Krasnodar, en Rusia. Está situado en el delta del Kubán, 13 km al sudeste de Poltávskaya y 63 km al noroeste de Krasnodar. Tenía 850 habitantes en 2010
Pertenece al municipio Oktiábrskoye.